# ميخائيل موس
ميخائيل موس (بالإنجليزية: Michael Moss)‏ هو صحفي أمريكي، ولد في 16 ديسمبر 1955 في يوريكا في الولايات المتحدة.

## وصلات خارجية
- ميخائيل موس على موقع ميوزك برينز (الإنجليزية)